# Sankara Karamoko
Sankara William Karamoko (9 novembre 2003) è un calciatore ivoriano, attaccante dell'IMT Belgrado.

## Carriera

### Club
Karamoko ha iniziato la sua carriera calcistica nell'ASEC Mimosas, con cui ha debuttato nella stagione 2022-2023. Il 31 gennaio 2024 è stato acquistato a titolo definitivo dal Wolfsberger, club della prima divisione austriaca, con cui ha firmato un contratto di tre anni e mezzo. Nell'estate del 2025 dopo complessive 15 presenze senza reti nella prima divisione austriaca (a cui aggiunge in compenso 11 reti in 23 presenze con la formazione riserve del club bianconero) viene ceduto in prestito all'IMT Belgrado, club della prima divisione serba.

### Nazionale
Ha debuttato con la nazionale ivoriana il 27 agosto 2022 nell'incontro di qualificazione per il Campionato delle nazioni africane 2022 pareggiato 0-0 contro il Burkina Faso. In seguito è stato inserito nella lista dei convocati per la fase finale di suddetta competizione. Ha segnato il suo primo gol il 22 gennaio nell'incontro della fase a gironi vinto 3-1 contro l'Uganda.

## Statistiche

### Presenze e reti nei club
Statistiche aggiornate al 31 gennaio 2024.
| Stagione        | Squadra         | Campionato      | Campionato | Campionato | Coppe nazionali | Coppe nazionali | Coppe nazionali | Coppe continentali | Coppe continentali | Coppe continentali | Altre coppe | Altre coppe | Altre coppe | Totale | Totale | Totale |
| Stagione        | Squadra         | Comp            | Pres       | Reti       | Comp            | Pres            | Reti            | Comp               | Pres               | Reti               | Comp        | Pres        | Reti        | Pres   | Reti   |        |
| --------------- | --------------- | --------------- | ---------- | ---------- | --------------- | --------------- | --------------- | ------------------ | ------------------ | ------------------ | ----------- | ----------- | ----------- | ------ | ------ | ------ |
| 2022-2023       | ASEC Mimosas    | L1              | ?          | ?          | CC              | ?               | ?               | CCL+CCC            | 2+10               | 0+1                |             | -           | -           | 12     | 1      |        |
| 2023-gen. 2024  | ASEC Mimosas    | L1              | ?          | ?          | CC              | ?               | ?               | CCL                | 7                  | 4                  |             | -           | -           | 7      | 4      |        |
| gen.-giu. 2024  | Wolfsberger     | BL              | 0          | 0          | CA              | 0               | 0               |                    | -                  | -                  |             | -           | -           | 0      | 0      |        |
| Totale carriera | Totale carriera | Totale carriera | ?          | ?          |                 | ?               | ?               |                    | 19                 | 5                  |             | -           | -           | 19+    | 5+     |        |

### Cronologia presenze e reti in nazionale
| Cronologia completa delle presenze e delle reti in nazionale ― Costa d'Avorio | Cronologia completa delle presenze e delle reti in nazionale ― Costa d'Avorio | Cronologia completa delle presenze e delle reti in nazionale ― Costa d'Avorio | Cronologia completa delle presenze e delle reti in nazionale ― Costa d'Avorio | Cronologia completa delle presenze e delle reti in nazionale ― Costa d'Avorio | Cronologia completa delle presenze e delle reti in nazionale ― Costa d'Avorio | Cronologia completa delle presenze e delle reti in nazionale ― Costa d'Avorio | Cronologia completa delle presenze e delle reti in nazionale ― Costa d'Avorio |
| Data                                                                          | Città                                                                         | In casa                                                                       | Risultato                                                                     | Ospiti                                                                        | Competizione                                                                  | Reti                                                                          | Note                                                                          |
| ----------------------------------------------------------------------------- | ----------------------------------------------------------------------------- | ----------------------------------------------------------------------------- | ----------------------------------------------------------------------------- | ----------------------------------------------------------------------------- | ----------------------------------------------------------------------------- | ----------------------------------------------------------------------------- | ----------------------------------------------------------------------------- |
| 27-8-2022                                                                     | Yamoussoukro                                                                  | Costa d'Avorio                                                                | 0 – 0                                                                         | Burkina Faso                                                                  | Qual. CHAN 2022                                                               | -                                                                             |                                                                               |
| 14-1-2023                                                                     | Annaba                                                                        | Costa d'Avorio                                                                | 0 – 1                                                                         | Senegal                                                                       | CHAN 2022 - 1º turno                                                          | -                                                                             |                                                                               |
| 18-1-2023                                                                     | Annaba                                                                        | RD del Congo                                                                  | 0 – 0                                                                         | Costa d'Avorio                                                                | CHAN 2022 - 1º turno                                                          | -                                                                             | 71’                                                                           |
| 22-1-2023                                                                     | Algeri                                                                        | Uganda                                                                        | 1 – 3                                                                         | Costa d'Avorio                                                                | CHAN 2022 - 1º turno                                                          | 1                                                                             |                                                                               |
| 27-1-2023                                                                     | Algeri                                                                        | Algeria                                                                       | 1 – 0                                                                         | Costa d'Avorio                                                                | CHAN 2022 - Quarti di finale                                                  | -                                                                             |                                                                               |
| Totale                                                                        |                                                                               | Presenze                                                                      | 5                                                                             |                                                                               | Reti                                                                          | 1                                                                             |                                                                               |

## Palmarès

### Club

#### Competizioni nazionali
- Coppa della Costa d'Avorio: 1

ASEC Mimosas: 2023
- Coppa d'Austria: 1

Wolfsberger: 2024-2025